# یونیونویل (ایندیانا)
یونیونویل (به انگلیسی: Unionville) یک منطقهٔ مسکونی در ایالات متحده آمریکا است که در شهرستان مونرو، ایندیانا واقع شده‌است. یونیونویل ۲۶۷٫۹۲ متر بالاتر از سطح دریا واقع شده‌است.